# Pohlia tapintzense
Pohlia tapintzense är en bladmossart som beskrevs av Redfearn och Benito C. Tan 1995. Pohlia tapintzense ingår i släktet nickmossor, och familjen Bryaceae. Inga underarter finns listade i Catalogue of Life.